# Android
Android és un conjunt de programari per a telèfons mòbils que inclou un sistema operatiu, programari intermediari i aplicacions. Google Inc. va comprar el desenvolupador inicial del programari, Android Inc., el 2005. El sistema operatiu per a mòbils d'Android es basa en una versió modificada del nucli Linux. Google i altres membres de l'Open Handset Alliance van col·laborar en el desenvolupament i llançament de l'Android. L'Android Open Source Project (AOSP) té l'objectiu de mantenir i continuar desenvolupant l'Android. El sistema operatiu Android és la plataforma per a telèfons intel·ligents amb més vendes.
Android té una gran comunitat de desenvolupadors que escriuen aplicacions ("apps") que estenen les funcions dels dispositius. Hi ha actualment unes 300.000 aplicacions disponibles per a l'Android. Google Play, prèviament conegut com a Android Market, és el dipòsit d'aplicacions en línia oficial de Google, tot i que també es poden descarregar per llocs web de tercers. Els desenvolupadors escriuen principalment en Java o Kotlin, controlant el dispositiu mitjançant biblioteques de Java o Kotlin desenvolupades per Google.
La presentació de l'Android el 5 de novembre de 2007 es va anunciar amb la fundació de l'Open Handset Alliance, un consorci de 80 empreses de maquinari, programari i telecomunicacions amb l'objectiu de crear estàndards oberts per a dispositius mòbils. Google va llançar gran part del codi de l'Android sota la Llicència Apache, una llicència de programari lliure oberta. El febrer de 2013 dominava el mercat dels telèfons intel·ligents amb una quota de mercat del 53%.

## Història

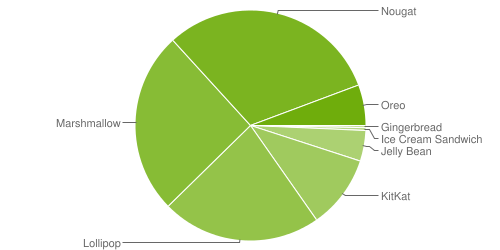
Quota de mercat de les diferents versions d'Android

La història del sistema operatiu comença el juny de 2005 en el moment que Google va comprar una petita companyia que tenia com a finalitat el desenvolupament de les aplicacions pels dispositius mòbils, Android Inc. I de la mateixa manera Andy Rubin, un dels cofundadors d'aquella companyia, seria després el director de la divisió de plataformes mòbils de Google. Aquesta marca era desconeguda pel món de les tecnologies en aquells anys, però el grup de fundadors tenia gran experiència en plataformes web, telecomunicacions i aplicacions mòbils.
Van passar alguns mesos i varen començar a aparèixer les primeres demos no oficials i fotos clandestines de prototipus amb poc nivell estètic. Tota informació va ser molt ben guardada fins que el 5 de novembre del 2007 es va anunciar la creació de l'Open Handset Alliance, una organització amb l'objectiu de difondre una plataforma mòbil ANDROID. Fabricants d'equips i prestadors de serveis de tecnologia que varen unir forces per fer el primer llançament d'un sistema operatiu obert per a dispositius mòbils, que no estaria lligat a cap marca o equip, sinó que gràcies a la utilització del nucli (kernel) de linux, podria ser adaptat a qualsevol dispositiu, Per sorpresa de molts, cinc dies després de l'anunci, Google va treure un software development kit o SDK, que portava un emulador d'ANDROID per anar provant els codis.
La primera versió d'un telèfon mòbil amb android fou el G1 T-Mobile G1/HTC Dream anunciat el 23 de setembre del 2008 que es va llançar al mercat nord-americà, on podem trobar les característiques a la web de HTC. També va llançar una versió Dev Phone1 amb unes característiques addicionals que permeten als desenvolupadors obtenir privilegis (root) en l'administració del mòbil i els seus productes.
El 6 de desembre de 2010 es va actualitzar a Android Gingerbread 2.3. Alguns dels canvis més destacats van ser la gamma de colors foscos predominants, i una navegació més intuïtiva. Des del punt de vista dels creadors, aquesta versió es va centrar a allisar més el terreny per la creació de videojocs. El primer dispositiu que va incorporar Gingerbread va ser el Nexus S.
El 2012 cada dia s'activaven més de 850.000 dispositius Android, arribant a la xifra total de més de 300 milions d'Androids repartits per tot el món.
El 2017 es trobà que hi havia programes malignes pre-instal·lats a uns dispositius Android. El nombre d'aparells infectats fou 38. La inserció fou feta durant la cadena de subministrament dels productes en un moment posterior a la manufactura dels aparells.

## Logotip
El logotip del sistema operatiu Android s'anomena Andy, el qual va ser publicat per primer cop l'any 2005, quan Google va comprar la petita empresa Android Inc. des de llavors, aquesta ha sigut la imatge de referència de Google per a sistemes mòbils.
L'origen de la imatge del SO Android és confús, però l'opció més aproximada la situa en un robot d'un joc dels anys 90 Gauntlet: The Third Encounter, en aquest joc es pot veure un robot anomenat també Android amb una forma molt semblant a Andy. Aquest logo va ser dissenyat per Irina Blok, en declaracions va dir:
| « | Aquest logo va ser dissenyat per ser el símbol internacional d'Android, i és de codi obert, així com la mateixa plataforma. No hi ha referències culturals a altres personatges o icones culturals [...]. El procés va ser molt simple. Vam parlar amb el fundador d'Android i ell va fer una investigació en quant al tema androide/robot. Estava clar que el logotip necessitava ser relacionat amb el nom del SO. El primer pas va ser crear un gegantí moodboard amb tot tipus d'androides i robots que estiguessin inspirats en el SO. El següent pas va ser explorar una gran varietat de llenguatges visuals i adreces artístiques (des de dibuixos basats en píxels fins realistes o dibuixos animats). Vam estar dos dissenyadors treballant en això. Però al final, el meu esbós va ser el triat […] És irònic que el símbol més bàsic, fos el seleccionat. De fet, aquest va ser el primer esbós, que vaig dibuixar en cinc minuts, i que després vam passar setmanes ideant i dibuixant més. Crec que la simplicitat d'aquesta marca fa una declaració clara. Aquesta es va convertir en el símbol internacional d'Android | » |

Blok també remarca que el color verd que es va fer servir per al logotip d'Android té el valor d'impressió a color estandar PMS 376C amb el codi hexadecimal #A4C639, a més recalca que «va ser seleccionat perquè recordava al color de la nostàlgia, que destaca sobre un fons fosc».